# Derarimus humeratus
Derarimus humeratus es una especie de coleóptero de la familia Anthicidae.

## Distribución geográfica
Habita en Indonesia.